# Cleome hemsleyana
Cleome hemsleyana là một loài thực vật có hoa trong họ Màng màng. Loài này được (Bullock) H.H.Iltis mô tả khoa học đầu tiên năm 1956.